# Высшие учебные заведения Московской области

В Московской области действуют как государственные, так и негосударственные высшие учебные заведения. Первые разделены на несколько групп: университеты, академии, институты, ВУЗы Минобороны, МВД, МЧС России и ФСБ России. В отдельную подгруппы вынесены филиалы иногородних вузов. По тому же принципу построен список для негосударственных учреждений: университеты, академии, институты, духовные высшие учебные заведения, а также филиалы. Внутри каждого раздела названия вузов расположены в алфавитном порядке.

## Государственные вузы

### Университеты
- Гжельский государственный университет (бывш. Гжельский государственный художественно-промышленный институт) (пос. Электроизолятор)
- Государственный университет «Дубна» (бывш. Международный университет природы, общества и человека «Дубна») (г. Дубна)
- Государственный гуманитарно-технологический университет (г. Орехово-Зуево)
- Государственный социально-гуманитарный университет (г. Коломна)
- Государственный университет просвещения (г. Мытищи, г. Москва)
- Российский государственный университет народного хозяйства (бывш. Российский государственный аграрный заочный университет) (г. Балашиха)
- Российский государственный университет туризма и сервиса (д.п. Черкизово)
- Технологический университет (г. Королёв)

### Академии
- Московская государственная академия физической культуры (пос. Малаховка)
- Российская таможенная академия (г. Люберцы)

### Институты
- Московский государственный институт культуры (г. Химки)

### Вузы Минобороны, МВД, МЧС России и ФСБ России
- Академия гражданской защиты МЧС России (г. Химки)
- Военная академия РВСН имени Петра Великого (г. Балашиха)
- Военно-технический университет Министерства обороны РФ (г. Балашиха)
- Голицынский пограничный институт ФСБ России (г. Голицыно)
- Коломенское высшее артиллерийское командное училище (г. Коломна)

### Филиалы
- Бронницкий филиал МАДИ
- Филиал МГУТУ в г. Волоколамске
- Дмитровский рыбохозяйственный технологический институт (филиал) АГТУ
- Филиалы «Дмитровский институт непрерывного образования», «Котельники», «Протвино», «Лыткаринский промышленно-гуманитарный колледж» университета «Дубна»
- Филиал РГГУ в г. Домодедове
- Егорьевский авиационный технический колледж — филиал МГТУ ГА
- Егорьевский технологический институт (филиал) МГТУ «СТАНКИН»
- Звенигородский финансово-экономический колледж — филиал Финуниверситета
- Филиалы РГСУ в г. Клин и г. Павловский Посад
- Коломенский и Электростальский институты (филиалы), Ивантеевский и Тучковский филиалы Московского политеха
- Московский областной филиал РАНХиГС (в г. Красногорске)
- Московский областной политехнический колледж — филиал НИЯУ «МИФИ» (в г. Электросталь)
- Московский областной филиал Московского университета МВД России (Рузский г.о.,  п. Старотеряево)
- Мытищинский филиал МГСУ
- Мытищинский филиал МГТУ им. Н. Э. Баумана
- Ногинский филиал Государственного университета просвещения
- Одинцовский филиал МГИМО
- Пущинский государственный естественно-научный институт — филиал РОСБИОТЕХ
- Филиал МГИУ в г. Сергиевом Посаде
- Филиал Военной академии РВСН имени Петра Великого в г. Серпухове
- Ступинский филиал, филиал «Стрела» в г. Жуковском, филиал «Ракетно-космическая техника» в г. Химки МАИ
- Филиал МГТУ МИРЭА в г. Фрязино

## Негосударственные вузы

### Университеты
- Российский университет кооперации
- Медицинский университет МГИМО-МЕД

### Академии
- Международная Ветеринарная Академия
- Российская международная академия туризма

### Институты
- Гуманитарно-социальный институт
- Институт информационных технологий, экономики и менеджмента
- Институт технологии туризма
- Институт экономики
- Московский областной гуманитарный институт
- Московский областной социально-гуманитарный институт
- Московский областной институт управления
- Московский открытый юридический институт
- Московский региональный социально-экономический институт
- Новый гуманитарный институт
- Подольский социально-спортивный институт
- Сергиево-Посадский гуманитарный институт

### Духовные высшие учебные заведения
- Коломенская духовная семинария
- Московская духовная академия
- Раввинский институт «Опора цельным (Ешива Томхей Тмимим) Любавич»
- Николо-Угрешская духовная семинария

### Филиалы
- Волоколамский институт гостеприимства, Воскресенский институт туризма, Западно-Подмосковный институт туризма — филиалы Российской международной академии туризма
- Домодедовский, Ступинский филиалы Российского нового университета
- Королёвский, Одинцовский, Реутовский филиалы Международного юридического института
- Московский областной, Ступинский филиалы Московской финансово-юридической академии
- Московский областной филиал Санкт-Петербургского Гуманитарного университета профсоюзов «Институт искусств и информационных технологий»
- Филиал Санкт-Петербургского института внешнеэкономических связей, экономики и права в г. Наро-Фоминске